# Besida
Besida är ett släkte av fjärilar. Besida ingår i familjen tandspinnare.
Kladogram enligt Catalogue of Life:
| Besida | \| \| Besida albiplaga \| \| \| \| \| \| Besida vinvalva \| \| \| \| \| \| Besida xylinata \| \| \| \| |
|        | \| \| Besida albiplaga \| \| \| \| \| \| Besida vinvalva \| \| \| \| \| \| Besida xylinata \| \| \| \| |
|        | Besida albiplaga                                                                                       |
|        | |
|        | Besida vinvalva                                                                                        |
|        | |
|        | Besida xylinata                                                                                        |
|        | |